# أطفال وشباب وبيئات
الأطفال والشباب والبيئات هي مجلة أكاديمية تخضع لمراجعة الأقران تنشر مقالات بحثية وتحليلات تفصيلية وتقارير ميداينة محدثة ومراجعات مهمة للكتب بشأن الأبحاث والسياسة العامة والممارسات المتعلقة بالبيئات الخاصة بالأطفال والشباب في جميع أنحاء العالم.
ومن عام 1984 وحتى عام 1995، تمت طباعة المجلة من خلال مجموعة بحوث الأطفال والبيئات (Children, Environments Research Group) في جامعة مدينة نيويورك حيث كان المحرر هو روجر هارت. ومنذ 2003 تم نشر المجلة عبر الإنترنت من قِبل مركز الأطفال والشباب والبيئات في جامعة كولورادو. وتصدر المجلة مرتين في السنة.
وتنشر المجلة بحوثًا حول مجموعة كبيرة من الموضوعات والمناهج، بما في ذلك البحوث التجريبية الكمية والنوعية والتحقيقات النظرية والمنهجية والتاريخية والمراجعات التجريبية المهمة وتحليلات التصاميم وتقييمات ما بعد الإشغال ودراسات السياسة العامة وتقييمات البرامج. وترحب المجلة بالأوراق البحثية التي تعبر عن مختلف وجهات النظر والمناهج المتنوعة والثقافات المختلفة. وينصب التركيز التنظيمي على البيئة المادية.

## التلخيص والفهرسة
يتم تلخيص المجلة حاليًا في ملخصات علم الاجتماع وملخصات الخدمات المجتمعية وملخصات ساج للدراسات الحضرية وملخصات ساج للدراسات الأسرية ومجلة أدبيات التخطيط والمركز القومي للمرافق التعليمية.

## وصلات خارجية
- الموقع الرسمي